# Sugiura Shigetake
 (mars 2022).
Sugiura Jūgō ( japonais : 杉浦 重剛, ou Sugiura Shigetake ; né le 19 avril 1855 à Zeze, province d'Ōmi ; décédé le 13 février 1924 ) est un éducateur et penseur japonais.

## Vie et œuvre
Sugiura Jūgō nait dans une famille d'érudits confucéens. Il se rend à Tōkyō en 1870 et étudie au "Daigaku Nankō" (大学南校), précurseur de l'université de Tokyo. De 1876 à 1880, il étudie la chimie en Angleterre. Il sert comme administrateur à l'Université Kokugakuin, dirige une école privée appelée « Shōkō-juku » (称好塾) et il fonde la « Tōkyō School of English » (東京英学校, Tōkyō Ei-gakkō), qui deviendra plus tard la « Haute École du Japon » (日本学園高校, Nihon gakuen kōkō).
Sugiura rejoint le journaliste Miyake Setsurei et un groupe d'autres ultranationalistes (国粋主義者, Kokusui shugisha) en 1888 et écrit pour leur magazine Nihonjin (日本人). Dans ces contributions, on trouve le point de vue de Sugiura selon lequel le développement humain peut être avancé en combinant la science occidentale avec les idées nationales du Japon. Sugiura promeut également ces positions pendant son mandat de tuteur du prince héritier, plus tard empereur Hirohito, et de la future impératrice Nagako, qui a duré de 1914 à 1921. En outre, Sugiura développe un idéal pan-asianiste basé sur de bonnes relations entre le Japon et la Chine. Il propose également que le Japon entreprenne un colonialisme maritime dans l’Océan Pacifique. De façon très originale. il suggère que les burakumin soient le fer de lance de ce colonialisme.
En 1890, Sugiura représente Shiga au parlement national.